# Hippocrepis unisiliquosa
Hippocrepis unisiliquosa är en ärtväxtart som beskrevs av Carl von Linné. Enligt Catalogue of Life ingår Hippocrepis unisiliquosa i släktet hästskoklövrar och familjen ärtväxter, men enligt Dyntaxa är tillhörigheten istället släktet hästskoklövrar och familjen ärtväxter. Arten förekommer tillfälligt i Sverige, men reproducerar sig inte.

## Underarter
Arten delas in i följande underarter:
- H. u. armena
- H. u. unisiliquosa

## Bildgalleri

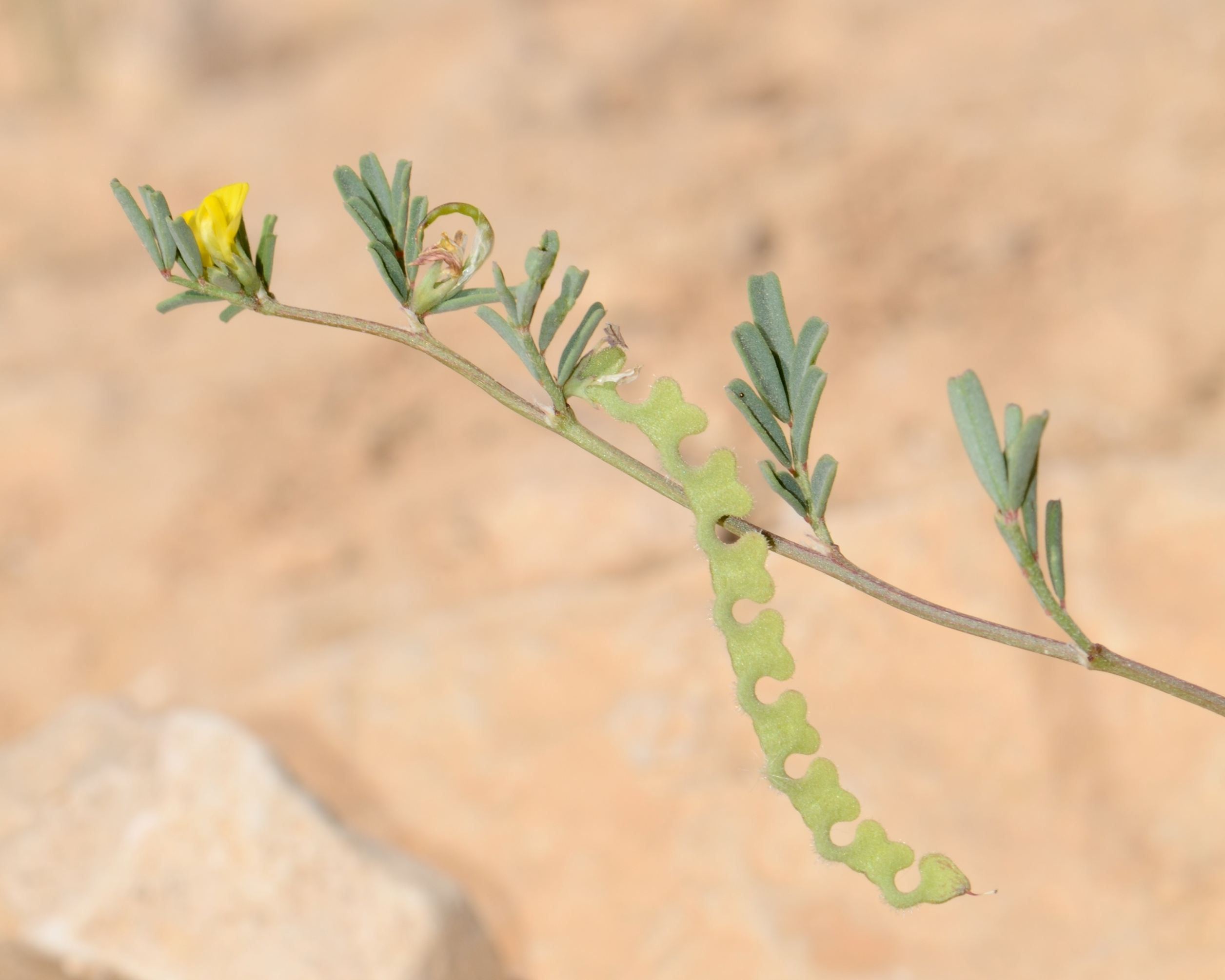
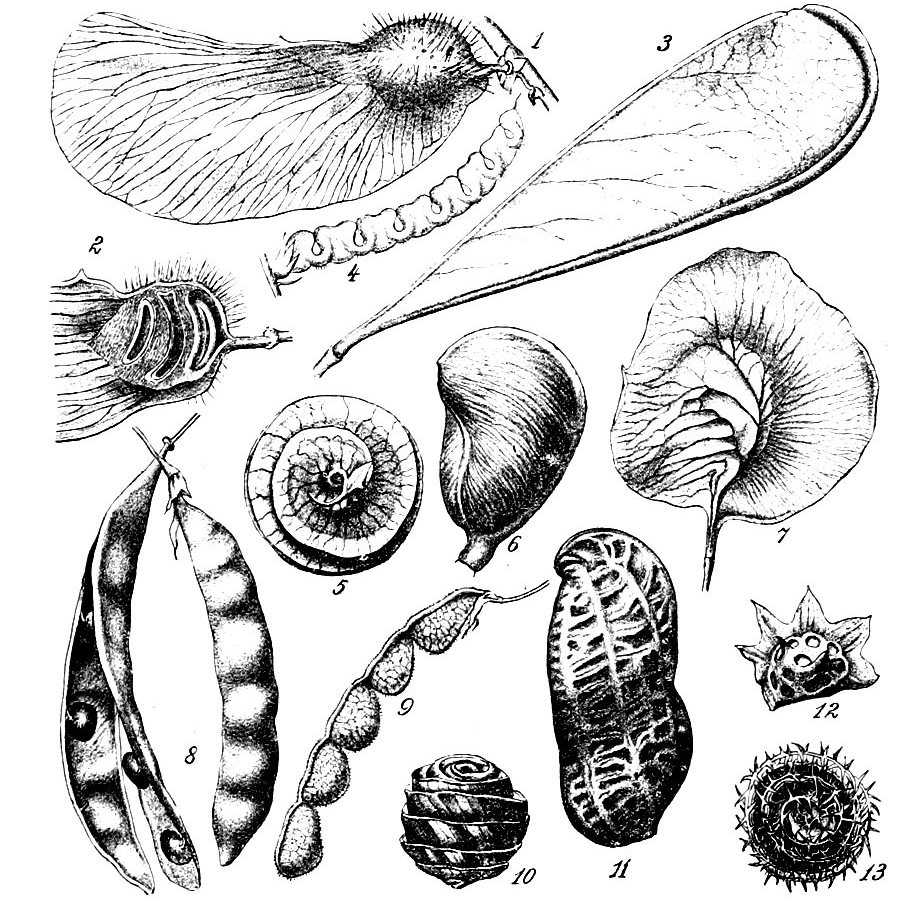